# Henri du Val
Ne doit pas être confondu avec Henri Duval.
Henri du Val, comte de Dampierre (né en 1580 au château de Hans, en Champagne ; † au combat le 8 octobre 1620 à Presbourg) est un Feldmarschall de l'armée impériale du Saint-Empire et un conseiller aulique des débuts de la guerre de Trente Ans.

## États de service
Les Dampierres Guillaume-Henri et Jacques  accompagnaient leur frère Henri qui servit d'abord l'empereur Rodolphe II en Hongrie et en Transylvanie, fit en 1604 le siège des insurgés, mais fut chassé peu après de Transylvanie par Étienne II Bocskai et en 1605 tenta sans succès de défendre Gran contre les Turcs. Promu peu après conseiller aulique et chambellan, il reprit en 1616–1617 du service contre les Vénitiens. En 1616, il devint colonel du premier régiment d'arquebusiers de l'armée impériale, puis en 1619 forma un régiment de cuirassiers, qui deviendra par la suite le célèbre régiment de dragons Montecuccoli (régiment de dragons n°3), l'un des plus vénérables régiments de la monarchie austro-hongroise.
Lors de la praguerie de 1618, il mit sur pied une petite armée dans des délais très brefs, enleva la place de Bistritz et fit lever le siège de Budweis, mené par les comtes de Thurn, mais dut battre en retraite faute de vivres. L'année suivante, aux côtés de Charles de Bucquoy et de Wallenstein, il vainquit Ernst von Mansfeld à Bataille de Sablat, dégageant ainsi la route de Vienne, mais il fut ensuite repoussé jusqu'en Moravie.
Dampierre trouva la mort au cours de la Campagne de Bohême, en 1620, alors qu'il tentait, avec une armée de 10 000 hommes, de s'emparer de la ville et du château de Presbourg. Les défenseurs firent décapiter son cadavre, mais le général ennemi, Gábor Bethlen, lui fit rendre les honneurs de la guerre. À la requête de l'ambassadeur de France, il fit transporter sa dépouille à Vienne, où l’empereur Ferdinand II assista en personne aux funérailles de son général.

## Postérité
Par décret impérial de François-Joseph Ier en date du 28 février 1863, Henri de Dampierre fut porté sur la « liste officielle des plus illustres généraux de l'armée autrichienne » (Berühmtesten, zur immerwährenden Nacheiferung würdiger Kriegsfürsten und Feldherren Österreichs), et l'on fit dresser à son effigie une statue en pied dans la « galerie des Généraux » du tout nouveau musée impérial et royal des Armes (aujourd'hui musée d'histoire militaire de Vienne). Cette statue en marbre de Carrare, œuvre du sculpteur Karl Costenoble, fut payée en 1867 par les officiers du 8e régiment de dragon Montecuccoli, en hommage au colonel fondateur de l'unité.
Il y a depuis 1899 une Dampierrestraße dans le 14e arrondissement de Vienne (Penzing).
Son cœur repose en l'église Notre-Dame-du-Soldat de Hans ; il avait été ramené en France avec son cheval de bataille, son bâton de maréchal et un portrait.